# Wewelsburg
Wewelsburg är en liten ort i Tyskland, cirka 15 kilometer sydväst om Paderborn i nordvästra delen av Nordrhein-Westfalen. Orten ligger inom staden Bürens administrativa gräns.

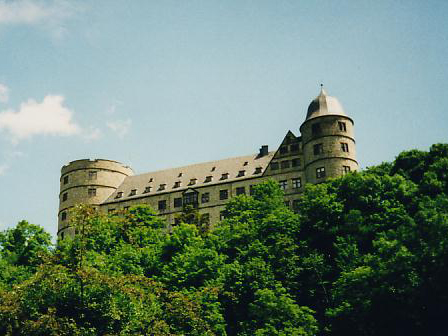
Slottet Wewelsburg

Wewelsburg är också namnet på det slott som furstbiskop Dietrich von Fürstenburg (1546–1618) lät bygga i Wewelsburg mellan åren 1603 och 1609. Slottet är byggt i en stil som kallas Weserrenässans och är triangelformat med ett torn i varje hörn. von Fürstenburg lät bygga många borgliknande slott under denna period då han försökte stärka den romersk-katolska kyrkan i området som till stora delar konverterat till protestantismen.
Under andra världskriget hyrde Reichsführer-SS Heinrich Himmler slottet för den symboliska summan av en Reichsmark och gjorde det till ett av organisationen SS:s högkvarter. Den 31 mars 1945, kort tid före Tysklands kapitulation, lät Himmler spränga slottet. Nästan hela slottet förstördes. 1949 påbörjades restaureringen, som fullbordades 1979.
Under efterkrigstiden blev slottet en kultplats för esoteriker, nynazister och satanister.
Idag är slottet Wewelsburg ett distriktsmuseum och ett vandrarhem.